# Jo O'Meara
Joanne Valda O'Meara (Romford, 29 de abril de 1979), más conocida como Jo O'Meara, es una cantante, compositora y actriz británica, más conocida por ser la líder y vocalista del grupo S Club 7. Desde 2003 también tiene una carrera como solista.

## Carrera
Jo O'Meara siempre se interesó en el canto, aunque ella siempre quiso ser veterinaria, cantaba en karaokes por varios clubs y bares de su país, en su adolescencia formó su primera agrupación con unas amigas, llamada «Solid Harmonie», no tuvieron mucho éxito y Jo dejó el grupo para dedicarse a sus estudios. Un par de años después se metió en otra agrupación llamada «2-4 Family» con este grupo consiguieron un éxito en Alemania con la canción «Stay» que entró en el Top 40 Alemán, Jo dejó el grupo por alguna razón y en 1998 fue llamada para audicionar para los cástines de S Club 7 y fue elegida, en este punto comenzó su salto a la fama.

### S Club 7
Jo entró a S Club 7 a los 19 años, y se caracterizó por tener la mejor y más potente voz de la banda. La gran mayoría de las canciones de S Club 7 tienen a Jo como voz principal.
Algunos sencillos que sacó la banda con Jo O'Meara como voz principal, fueron:
- S Club Party
- Two in a million/ You're My Number One.
- Never Had A Dream Come True.
- Don't Stop Movin'.
- Have You Ever.
- Alive.

La banda se separa en el año 2003, y Jo se mantiene dos años sin dedicarse a la música. Pero en 2005, regresa con su álbum Relentless, sacando como sencillo What Hurts the Most. Participó en Just The Two of Us junto al actor Chris Fountain y más tarde ingresó en CBB Celebrity Big Brother (Gran Hermano Vip Inglés).

### Celebrity Big Brother
En la casa existió una situación de tensión entre Jade y Shilpa desde muy temprana la entrada de Jade, Jade y Shilpa discutieron en varias situaciones, en una de las peleas Jo y Danielle estaban presentes, en varias ocasiones Jade, Danielle, y el novio de Jade, Jack se refirieron a Shilpa con el mote de Paki, mientras que Jo, solo decía sentirse no muy cercana a Shilpa.
Sin embargo, los partidarios de Jo afirman que Celebrity Big Brother editó y manipuló los videos para crear situaciones falsas y así asegurarse la audiencia, un ejemplo de esto, es que el día de su expulsión Jo abrazó en dos ocasiones a Shilpa, y Celebrity Big Brother no mostró ninguna imagen.
La vida de Jo después de Big Brother, fue como decía en su entrevista en Heat Magazine, un infierno, no podía pisar su casa, estuvo encerrada en un hotel durante semanas, su primera entrevista en una revista nada más salir de la casa fue editada y mostraron una imagen falsa de ella de nuevo; Jo desarrolló fobias contra espejos y helicópteros y tomaba fuertes medicamentos para poder recuperarse, en varias entrevistas se le preguntó sobre si había intentado llegar al suicidio, y lo negó, en su entrevista en News Of The World finalmente admitió que si había intentado suicidarse, pero afortunadamente no ocurrió nada.
La única razón por la que Jo se metió en la casa de Celebrity Big Brother, fue para salvar su casa y de alguna manera poder reinventar su carrera musical, en vez de eso, arruinaron su vida, haciendo de ese tiempo el peor momento en el que Jo dice haber estado nunca.
Finalmente, Jo en su última entrevista del año 2007 de nuevo en GM:TV aparecía más recuperada, y sonriente, decía que quería hablar con Shilpa Shetty sobre lo ocurrido y que cuando se sintiera con fuerzas quería volver a la música.
Fan Sites de la antigua banda de Jo y Fansites de ella, organizaron una recolecta de mensajes de apoyo para Jo, para mandarle un libro mostrando todo el cariño que le tenía la gente, más de 600 mensajes fueron recogidos de todas partes de Europa, de América y también de Latinoamérica
Meses después Jo, viajó de vacaciones a Chipre.
En enero de 2008 se dio la noticia del embarazo de Jo fruto de la relación con un secreto novio desde hacía dos años. Jo estaba emocionada y sorprendida ante ello debido a que no se lo esperaba.

### Actualidad
Jo acaba de tener a su primer hijo al que ha llamado Lenny por su abuelo al que estaba muy unida. El nacimiento se produjo el 12 de mayo de 2008, una semana antes de lo previsto y por cesárea debido a complicaciones como el trastorno llamado preeclampsia y otro conocido como colestasis obstétrica. Aun así, ambos están en perfectas condiciones.
El padre del niño, llamado Bill, rompió su relación con la cantante cuando ella aún estaba embarazada pero mantienen una buena relación y colaborará activamente en la crianza de Lenny.
Jo en el verano de 2008 viajó a América con motivo de reunir un equipo de producción para su nuevo álbum, el 17 de septiembre apareció junto con Lenny en el programa matutino de GMTV en donde habló de su recuperación y sus planes para su vuelta a la industria musical. Jo O'Meara estará grabando su nuevo álbum en enero de 2009.
En la actualidad se encuentra en un tour con sus antiguos compañeros de S Club 7 Paul Cattermole y Bradley McIntosh por varias discotecas y universidades de Inglaterra.